# 쑤저우 고전원림
쑤저우 원림은 중국 쑤저우 시내의 정원 건축을 말한다. 대부분 개인 정원이다. 기원전 514년 춘추전국시대의 오나라 도시를 건축할 때부터 시작되어 오대에 형성되고, 송대에 이르러 성숙되었으며, 명대에 발달되어, 청대에 절정을 이루었다. 청나라 말기에 이르러 이미 170여개의 정원이 있었다. 현존하는 곳은 60여 곳에 이르며, 대외적으로 이름난 곳은 19곳에 이른다. 총면적은 크지 않으나 오밀조밀하고, 아기자기한 공간활용은 감탄을 자아내게 한다.
1997년 쑤저우고전원림은 중국 정원을 대표하는 세계문화유산으로 등록되었다.

## 등록 과정
1997년과 2000년에 아홉 곳의 쑤저우 정원이 세계문화유산으로 등록되었다.

## 등록된 정원
1. 졸정원(拙政園)
2. 유원(留園)
3. 망사원(網師園)
4. 환수산장(環秀山庄)
5. 창랑정(滄浪亭)
6. 사자림(獅子林)
7. 우원(耦園)
8. 예포 (정원)(藝圃)
9. 퇴사원(退思園)

정원 양식은 모두 유사하며, 가산과 연못, 호수를 두고, 주변에 정자나 각, 헌을 세워서 자연과의 조화를 추구한다. 가산에는 태호석을 배치하여, 기괴하면서도, 자연스러움을 부각한다.

## 같이 보기
- 중국세계유산